# Minibriac
Minibriac est une châtellenie relevant du comté de Penthièvre et ayant pour siège Bourbriac (Côtes-d'Armor, Bretagne, France) qui aurait été créée dès le VIe siècle par le roi Déroch pour le compte de saint Briac. Après la mort du saint cette petite seigneurie devint Minihy-Briac (minihy de Briac) à cause du droit d'asile qui y fut attaché. Ce territoire s'étend à présent sur les communes de Bourbriac, Saint-Adrien, Coadout, Magoar et une partie de Plésidy.